# Henning Baum
Henning Baum est un acteur allemand né le 20 septembre 1972 à Essen.
En France, y compris la francophonie, il est surtout connu pour son rôle dans la série télévisée Mick Brisgau, le come-back d'un super flic ou Le dernier flic (au Québec)
Il vit à Essen avec sa femme (la costumière allemande Corinna Rosenball) et ses trois enfants.

## Filmographie

### Télévision

#### Téléfilms
- 2014 : L'Homme de fer (Götz von Berlichingen) : Götz von Berlichingen
- 2014 : Haute trahison (Die Spiegel-Affäre) : Oberst Martin
- 2011 : Coup de foudre à Mumbai (Indisch für Anfänger) : Max
- 2010 : Un amour sous couverture (Undercover Love) : Johannes Müller
- 2010 : Faussaire malgré lui (Tante Herthas Rindsrouladen) : Chester
- 2010 : La grève de l'amour (Sexstreik!) : Martin Fischer
- 2008 : Sea Wolf, Le Loup des Mers (Der See Wolf) : Johannsson
- 2008 : Les Mots pour le dire (Die Liebesflüsterin) : Jakob Steiner
- 2008 : Menace sous la ville (Der Abgrund - Eine Stadt stürzt ein) : Georg Wiegand
- 2008 : Mon mari, mon ennemi (Bis dass der Tod uns scheidet) : Michael Lebach
- 2007 : La légende du trésor englouti (Die Jäger des Ostsee-Schatzes) : Eike Brodersen
- 2007 : Ma mère, ce héros (Die Masche mit der Liebe) : Jan Richter
- 2007 : Le Poids de l'amour (Moppel-Ich) : Konrad Hansen
- 2006 : Un amour d'otarie (Eine Robbe zum Verlieben) : Piet Jensen
- 2005 : Airlift - Seul le ciel était libre (Die Luftbrücke - Nur der Himmel war frei) : Harry
- 2003 : L'honneur des gladiateurs (Held der Gladiatoren) : Ceradoc
- 2003 : Mission sauvetages (Die Rettungshunde: Hochzeitsreise in den Tod) : Kai Berner
- 2003 : Trenck l'insoumis (Trenck - Zwei Herzen gegen die Krone) : Leutnant Schell
- 2001 : Viktor Vogel, directeur artistique (Viktor Vogel - Commercial Man) : Testfahrer

#### Séries télévisées
- 2010-2014 : Mick Brisgau
- 2002-2010 : Mit Herz und Handschellen : 5 épisodes : Leo Kraft
- 2004-2008 : Soko, brigade des stups (SOKO 5113) : 2 épisodes
- 2008 : Bella Block : 1 épisode
- 2004-2008 : Das Duo : 2 épisodes
- 2000-2008 : Un cas pour deux (Ein Fall für zwei) : 3 épisodes
- 2008 : Le renard (Der Alte) : 1 épisode (Polizistenmord (2008) : Ben Lehnert)
- 2002-2007 : Brigade du crime (SOKO Leipzig) : 2 épisodes
- 2001-2006 : Alerte Cobra (Alarm für Cobra 11 - Die Autobahnpolizei) : 2 épisodes
- 2000-2006 : Police 110 (Polizeiruf 110) : 4 épisodes
- 1999-2006 : Tatort : 2 épisodes
- 2000-2004 : En quête de preuves : 2 épisodes
- 2004 : Double Jeu (Unter Verdacht) : 1 épisode (#3 : Gipfelstürmer (2004) : Jonas Braack)
- 2002 : Les Allumeuses (Schulmädchen) : 2 épisodes : Ewan Matthews
- 2000 : St. Angela : 1 épisode (Von einem zum anderen (2000) : Thomas Scholz)